# Carea subtilodes
Carea subtilodes är en fjärilsart som beskrevs av Embrik Strand 1917. Carea subtilodes ingår i släktet Carea och familjen trågspinnare. Inga underarter finns listade i Catalogue of Life.